# ムィルザカン・スバノフ
ムィルザカン・スバノフ（キルギス語: Мырзакан Усурканович Субанов1944年10月15日 - ）は、キルギス共和国の軍人、政治家。上海協力機構地域対テロ機構執行委員会議長。過去、国防相、国境庁長官等を歴任。退役大将。

## 軍歴
タラススキー地区タシ・チュベ村出身。
- 1966年　　　　　　　　タシケント高等諸兵科共通指揮学校を卒業。
- 1966年～1971年 小隊長、中隊長（トルケスタン軍管区）
- 1971年～1974年 大隊参謀長、副大隊長、大隊長（中央アジア軍管区）
- 1974年～1977年 フルンゼ名称軍事アカデミー（ロシア語版、英語版）の聴講生
- 1977年～1982年 自動車化狙撃連隊副連隊長、連隊長（中央軍集団）
- 1982年～1984年 参謀本部アカデミーの聴講生
- 1984年～1987年 自動車化狙撃師団長（沿カルパチア軍管区）
- 1987年～1989年 アフガニスタン軍軍団顧問
- 1989年～1991年 軍団長（レニングラード軍管区）
- 1991年～1992年 トルケスタン軍管区参謀第一次長
- 1992年～1993年 キルギス国家国防問題委員会参謀長/第一副議長
- 1993年～1999年 国防相
- 1999年8月24日　退役。

## 政治家
2000年4月～2005年　ジョゴルク・ケネシュ (キルギス議会) 立法院代議員となり、国防問題委員会委員長を務めた。
2005年3月10日～24日　駐ジョゴルク・ケネシュ大統領第二全権代表。
2005年4月27日　キルギス国境庁長官。2005年5月23日～2006年5月24日、キルギス国家保安庁第一次官兼国境軍司令官。
2006年　上海協力機構地域対テロ機構執行委員会キルギス代表。2007年3月28日、同委員会議長。

## パーソナル
ソ連から「ソ連軍における祖国への奉仕に対する」勲章、赤星勲章、アフガニスタンから三等「星」勲章、「アフガニスタンからのソビエト軍撤退15周年」メダル、ロシアから「友好」勲章を授与された。
妻帯、2児を有する。